# 810 v.Chr.
Het jaar 810 v.Chr. is een jaartal volgens de christelijke jaartelling.

## Gebeurtenissen

### Klein-Azië
- Koning Menuas (810 - 787 v.Chr.) heerser over het koninkrijk Urartu.

### Assyrië
- Koning Adad-nirari III bestijgt onder voogdijschap van zijn moeder, koningin Sammuramat de troon.

## Overleden
- Ishpuinis, koning van Urartu
- Shamshi-Adad V, koning van Assur